# Lgowski rajon
Der Rajon Lgow oder Lgowski Rajon ist eine Verwaltungseinheit in der russischen Oblast Kursk.
Der Verwaltungssitz des Rajons ist Lgow, das nicht innerhalb seiner Grenzen liegt.

## Geografie
Der Rajon grenzt an die Rajons Rylsk, Chomutowka, Konyschowka, Kurtschatow, Bolschoje Soldatskoje, Sudscha und Korenewo.

### Flüsse
Das Rajongebiet wird von den Flüssen Sejm (linker Nebenfluss der Desna), Opoka, Byk, Prut, Bobrik und Belaja Loknja durchflossen.

### Klima
In diesem Rajon ist das Klima kalt und gemäßigt. Es gibt während des Jahres eine erhebliche Menge an Niederschlägen zu verzeichnen. Dfb lautet die Klassifikation des Klimas nach Köppen und Geiger.

## Geschichte
Der Rajon Lgow wurde am 30. Juli 1928 als Okrug Lgow gebildet. Im Jahr 1934 wurde er Teil der neu gebildeten Oblast Kursk. Am 1. Februar 1963 wurde das Gebiet des aufgelösten Rajons Iwanino in den Rajon Lgow eingegliedert, und am 23. März 1977 wurde der Rajon Kurtschatow aus dem östlichen Teil des Rajons zugeteilt.

## Kommunale Selbstverwaltung
Auf dem Territorium des Rajons Lgow bestehen 8 Landgemeinden (Dorfsowjets).

### Landgemeinden (Dorfsowjets)
| Name              | Verwaltungssitz     | Anzahl der Orte | Einwohner (2010) | Fläche [km²] |
| ----------------- | ------------------- | --------------- | ---------------- | ------------ |
| Bolscheugonski    | Bolschije Ugony     | 09              | 1.922            | 125,90       |
| Wyschnederewenski | Wyschnije Derewenki | 28              | 2.145            | 286,55       |
| Gorodenski        | Gorodensk           | 08              | 1.288            | 100,85       |
| Gustomoiski       | Gustomoi            | 16              | 1.615            | 222,90       |
| Iwantschikowski   | Iwantschikowo       | 11              | 1.006            | 106,20       |
| Kudinzewski       | Kudinzewo           | 04              | 1.345            | 057,90       |
| Marizki           | Mariza              | 07              | 0.749            | 050,71       |
| Selekzionny       | Selekzionny         | 08              | 1.933            | 078,53       |

## Einwohnerentwicklung
| Jahr | Einwohner |
| ---- | --------- |
| 2002 | 19.313    |
| 2007 | 16.416    |
| 2009 | 15.985    |
| 2010 | 14.451    |
| 2011 | 14.339    |
| 2012 | 13.852    |
| 2013 | 13.379    |
| 2014 | 13.123    |
| 2015 | 12.820    |
| 2016 | 12.364    |
| 2017 | 12.003    |
| 2018 | 11.657    |